# گرانگه
گرانگه (به لهستانی:  Granie) یک روستا در لهستان است که در گمینا ستردنگ واقع شده‌است.